# یگان محافظ فرماندهی کل قوا (هنگ سوم پیاده‌نظام ایالات متحده، موسوم به «گارد قدیمی»)
یگان محافظ فرمانده کل قوا (که به اختصار گارد CINC نیز نامیده می‌شود، اما نام رسمی آن گروهان A، گردان چهارم، هنگ سوم پیاده‌نظام ایالات متحده است) یکی از واحدهای نیروی زمینی ایالات متحده آمریکا است. این یگان علاوه بر تکالیف نظامی خود، تکالیف عمومی و مسؤولیت مهار اغتشاش در منطقه کلان‌شهری واشینگتن را برعهده دارد. محل استقرار این یگان در پایگاه مشترک مایر-هندرسون هال در شهرستان آرلینگتون، ویرجینیا است و به نوعی یادآور و ادامه‌دهنده‌ی راه محافظان شخصی جرج واشنگتن، اولین رئیس جمهور ایالات متحده، محسوب می‌شود. ارتش ایالات متحده، یگان محافظ فرمانده کل قوا را به عنوان «یگان تشریفاتی ویژه» معرفی کرده است. این یگان زیرمجموعه هنگ سوم پیاده‌نظام (گارد قدیمی) است که وظیفه اصلی آن اسکورت رئیس‌جمهور ایالات متحده آمریکا است.

## تاریخچه و مأموریت

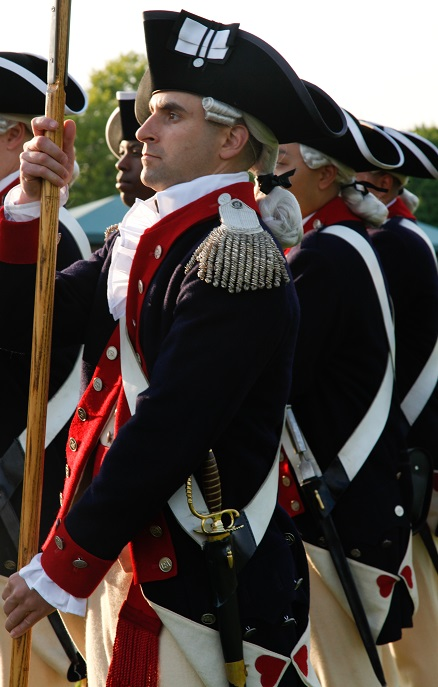
فرمانده یگان محافظ فرمانده کل قوا در پایگاه مشترک مایر-هندرسون هال در ویرجینیا

گروهان A که امروزه با نام یگان محافظ فرمانده کل قوا شناخته می‌شود، در اصل به عنوان محافظ شخصی جرج واشنگتن تشکیل شد. این یگان در ۱۱ مارس ۱۷۷۶ به دستور واشنگتن و با نام «گارد عالیجناب» یا «محافظان جان واشنگتن» شروع به کار کرد و روز بعد در کمبریج (ماساچوست) رسماً به عنوان رستۀ محافظان و اسکورت او سازماندهی شد. اما دولت انقلابی در فیلادلفیا با این نام‌گذاری‌ها مخالفت کرد و در آوریل ۱۷۷۷، دومین کنگرۀ قاره‌ای استفاده از این القاب را در مکاتبات رسمی ممنوع اعلام کرد. تعداد اعضای یگان محافظ فرمانده کل قوا بین ۱۸۰ تا ۲۵۰ نفر متغیر بود. این یگان در ۱۵ نوامبر ۱۷۸۳ منحل شد.
هنگ سوم پیاده‌نظام، که گروهان A اکنون جزئی از آن است، در ۳ ژوئن ۱۷۸۴ تأسیس شد و تا سال ۱۹۴۶ فعال بود. در سال ۱۹۴۸، این هنگ مجدداً فعال و مأمور دفاع از ناحیه کلمبیا شد. در این زمان، یگان تشریفاتی ناحیۀ نظامی واشنگتن به هنگ سوم پیاده‌نظام ملحق و به عنوان گروهان A، گردان چهارم، معرفی شد. در دسامبر ۱۹۷۳، هنگام آماده‌سازی‌ها برای جشن‌های دویستمین سالگرد استقلال ایالات متحده، این گروهان به عنوان یگان محافظ فرمانده کل قوا تعیین شد و ساختار و وظایف کنونی خود را به دست آورد.
امروزه، یگان محافظ فرمانده کل قوا علاوه بر انجام وظایف نظامی، در مراسم مختلفی مانند مراسم بازنشستگی افسران ارشد، مراسم استقبال از مقامات کشوری و مراسم تحلیف ریاست جمهوری شرکت می‌کند و وظایف تشریفاتی مهمی را بر عهده دارد.

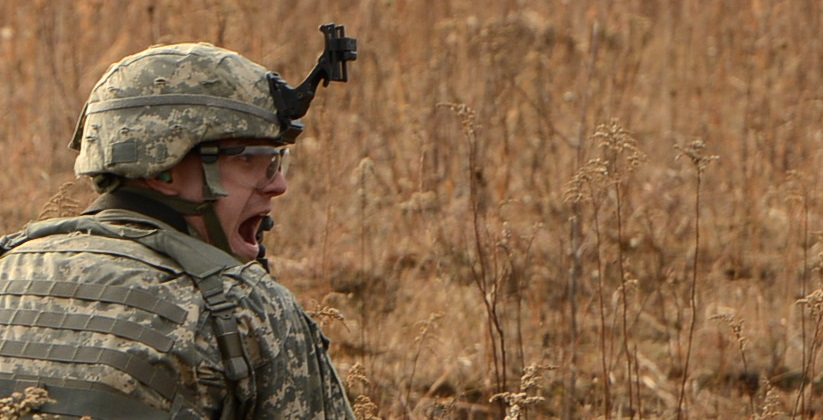
یکی از سربازان یگان محافظ فرمانده کل قوا در جریان یک تمرین تیراندازی زنده در سال ۲۰۱۳، با فریاد فرمان می‌دهد.

## یونیفرم و تجهیزات
یگان محافظ CINC که در پایگاه فورت مایر مستقر است، یک «یگان تشریفاتی ویژه» در ارتش ایالات متحده به حساب می‌آید. این یگان‌ها اجازه‌ی استفاده از یونیفرم‌هایی متفاوت با یونیفرم استاندارد ارتش را در زمان انجام تکالیف عمومی دارند. یونیفرم تشریفاتی این یگان شامل پالتوهای بلند آبی‌رنگ و شلوارهای سرهمی سفید است و سربازان کلاه سه‌گوش (پوشش) مشکی و کلاه گیس‌های پودری سفید بر سر می‌گذارند. جالب اینجاست که این یگان به جای تفنگ ام۱۴ که سایر واحدهای هنگ برای انجام تکالیف عمومی از آن استفاده می‌کنند، به تفنگ‌های سرپر مدل براون بس مجهز شده است. براون بس تفنگی است که طرح اولیه‌ی آن در سال ۱۷۲۲ برای نیروی زمینی بریتانیا ساخته شد.
پرچمی که یگان محافظ CINC حمل می‌کند نسخه‌ی تغییر یافته‌ای از پرچم شخصی جرج واشنگتن است.